# 李从镒
李从镒（?—?），五代十国时南唐元宗李璟第八子。
李从镒性格警敏，能做文章。开始为舒国公，后为蒋国公。宋太祖征扬州李重进，李璟派他朝见。后主李煜继位，封他为邓王，以他留守南都南昌府。他出镇宣州时，李煜和徐铉等文臣作诗饯行。后主派他到开封府朝贡，正好曹彬率军渡江征南唐，获得胜利。潘慎修劝他不要称贺，而是待罪。李从镒听从。宋太祖称赞他知礼，派他回去招降李煜。后来南唐灭亡，李从镒为左领军卫大将军，不久去世。